# قانون روفینی

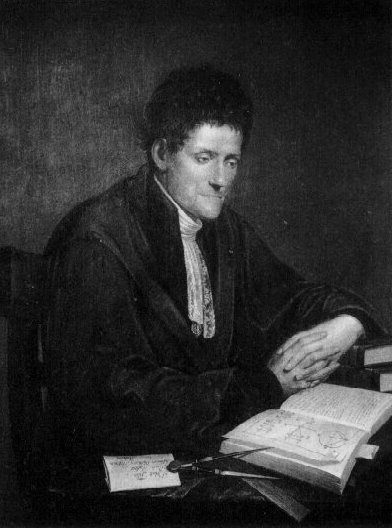
پائولو روفینی

قانون روفینی در ریاضیات عبارت است از روشی کاربردی در تقسیم یک چندجمله‌ای بر یک دوجمله‌ای به شکل x-r. این قانون نخستین بار از سوی پائولو روفینی در ۱۸۰۴ پیشنهاد شد. قانون روفینی حالت خاصی از تقسیم ترکیبی (Synthetic division) برای وقتی است که تقسیم‌کننده خطی باشد.

## روش
این قانون راهی برای تقسیم یک چندجمله‌ای مانند
{\displaystyle P(x)=a_{n}x^{n}+a_{n-1}x^{n-1}+\cdots +a_{1}x+a_{0}}
بر یک دوجمله‌ای مانند
{\displaystyle Q(x)=x-r}
پیشنهاد می‌دهد تا خارج قسمتی چند جمله ای به شکل زیر بدست آید:
{\displaystyle R(x)=b_{n-1}x^{n-1}+b_{n-2}x^{n-2}+\cdots +b_{1}x+b_{0}}
برای تقسیم P(x) بر Q(x) باید:
1. ضرایب P(x) را به ترتیب در جدولی بنویسید سپس r را در سمت چپ کمی پایین تر اما بالای خط بنویسید:
{\displaystyle {\begin{array}{c|c c c c|c}&a_{n}&a_{n-1}&\dots &a_{1}&a_{0}\\r&&&&&\\\hline &&&&&\\\end{array}}}
2. ضریب انتهایی در سمت چپ (an) را زیر خط بنویسید.
{\displaystyle {\begin{array}{c|c c c c|c}&a_{n}&a_{n-1}&\dots &a_{1}&a_{0}\\r&&&&&\\\hline &a_{n}&&&&\\&=b_{n-1}&&&&\end{array}}}
3. عدد آخر زیر خط را در r ضرب کنید و بالای خط و در خانهٔ کناری بنویسید.
{\displaystyle {\begin{array}{c|c c c c|c}&a_{n}&a_{n-1}&\dots &a_{1}&a_{0}\\r&&b_{n-1}\cdot r&&&\\\hline &a_{n}&&&&\\&=b_{n-1}&&&&\end{array}}}
4. دو مقدار موجود در یک خانه را با هم جمع کنید و در همان ستون زیر خط بنویسید.
{\displaystyle {\begin{array}{c|c c c c|c}&a_{n}&a_{n-1}&\dots &a_{1}&a_{0}\\r&&b_{n-1}\cdot r&&&\\\hline &a_{n}&b_{n-1}\cdot r+a_{n-1}&&&\\&=b_{n-1}&=b_{n-2}&&&\end{array}}}
5. گام‌های سه و چهار را آنقدر تکرار کنید تا هیچ عددی باقی نماند.
{\displaystyle {\begin{array}{c|c c c c|c}&a_{n}&a_{n-1}&\dots &a_{1}&a_{0}\\r&&b_{n-1}\cdot r&\dots &b_{1}\cdot r&b_{0}\cdot r\\\hline &a_{n}&b_{n-1}\cdot r+a_{n-1}&\dots &b_{1}\cdot r+a_{1}&a_{0}+b_{0}\cdot r\\&=b_{n-1}&=b_{n-2}&\dots &=b_{0}&=R\\\end{array}}}

مقادیر b ضرایب چندجمله ای حاصل (R(x)) اند که درجه اش یک درجه از P(x) کمتر است.